# Фомічов Михайло Михайлович
Михайло Михайлович Фомічев (1882 — ?) — робітник, депутат Державної думи II скликання від Таврійської губернії.

## Біографія
З селян села Жеребнова Толгобольської волості Ярославського повіту Ярославської губернії. Закінчив курс у початковій фабричній школі. Працював на фабриці у Бердянську. Був членом Російської соціал-демократичної робітничої партії.
7 лютого 1907 р. обраний до Державної думи II скликання від загального складу виборщиків Таврійських губернських виборчих зборів. У Думі увійшов до складу Соціал-демократичної фракції, належав її меншовицькому крилу. Перебував у думських аграрній комісії та комісії з церковних питань. Брав участь у дебатах з аграрного питання.
Після розгону Думи був притягнутий у справі Соціал-демократичної фракції Думи. З 22 листопада по 1 грудня на суді в особливій присутності Сенату було виправдано «за недоведеністю їхньої провини» в числі ще 11 виправданих підсудних.
Подальша доля та дата смерті невідомі.

### Архіви
- Російський державний історичний архів . Фонд 1278. Опис 1 (2-й скликання). Справа 462; Справа 553. Аркуш 8.